# Ôtez votre fille, s'il vous plaît
Ôtez votre fille, s'il vous plaît est une comédie en 2 actes mêlée de chant d'Eugène Labiche, représentée pour la 1re fois à Paris au Théâtre du Palais-Royal le 24 novembre 1854.
- Collaborateur Marc-Michel.
- Editions Michel Lévy frères.

## Distribution
| Acteurs et actrices ayant créé les rôles |                   |
| Personnage                               | Acteur ou actrice |
| Montdoublard, rentier                    | Lhéritier         |
| Gusman de Follebraise, peintre           | Levassor          |
| Colardeau                                | Hyacinthe         |
| Vertminois, son parrain                  | Amant             |
| Isabelle, fille aînée de Montdoublard    | Mlle Dinah        |
| Cécile, fille cadette de Montdoublard    | Mlle Letessier    |
| Gimblette, servante                      | Mlle Désirée      |

## Adaptations à la télévision
- 1961 : Ôtez votre fille, s'il vous plaît (d'Eugène Labiche), téléfilm de Marcel Cravenne